# Гауссберг
Гауссберг (або Гора Гаусса, англ. Gaussberg) — згаслий вулкан Антарктиди на Землі Вільгельма II на захід від льодовика Посадовського на березі моря Дейвіса, що входить в Південний океан. Знаходиться в секторі Антарктики, на який претендує Австралія.

## Характеристики
Дані про висоту вулканічного конуса в різних джерелах різняться: в одних джерелах висота Гауссберга вказується рівній 369 м над рівнем моря, в інших — 370 м, а ще в одному — 400 м. Вулкан не має кратера. Гауссберг є незвичайним об'єктом для Східної Антарктиди і є помітним орієнтиром в прибережному районі.
Складається з базальтової чорної лави, яка містить шлак, що значно відрізняється від складу породи, з якої складається інша частина Антарктики. У складі породи, з якої складається вулкан, зустрічається чорне вулканічне скло і пухирчастий висококаліевий олівіновий лейцита.
Що стосується часу формування вулкана, то є різні думки дослідників з цього питання. Так, згідно з дослідженнями О. Вялова і В. Соболєва від 1959, лави у верхній частині вулканічного конуса показують, що Гауссберг сформувався до того, як Антарктида покрилася льодовиковим панциром, а згідно з дослідженнями австралійських геологів від 1983 года, вулкан був сформований в результаті підльодовикового виверження, а потім схили вулкана зазнали льодової ерозії.
Вулкан є південно-східним краєм океанського хребта Кергелен, який продовжується до архіпелагу Кергелен, островів Герд і Макдональд. Є предметом вулканологічних і геологічних досліджень.

## Історія відкриття
Гауссберг був відкритий в 1902 році за допомогою прив'язного аеростата німецької антарктичної експедицією під керівництвом Еріха фон Дрігальскі, коли експедиційне судно було затиснуте кригою неподалік від вулкана. Через кілька днів після відкриття, Дрігальскі разом з деякими членами своєї команди зробив 13-денну ознайомлювальну поїздку протяжністю близько 80 км для його дослідження і картографування. Свою назву вулкан отримав на честь експедиційного судна, названого, в свою чергу, в честь німецького математика Карла Фрідріха Гаусса.

## Експедиції до вулкану
В ході австралійської антарктичної експедиції 1911—1914 років група дослідників з Австралії відвідала вулкан і не знайшла там ніяких слідів перебування дослідників з Німеччини. Пізніше вулкан досліджували радянські вчені в ході першої антарктичної експедиції 1955—1957 з літака АН-2, а пізніше — австралійські вчені в ході австралійських антарктичних експедицій в 1977, 1987 і 1997 роках.